# Kronologija klasične mehanike
Kronologija klasične mehanike:

## Drevna Mehanika
- 4. stoljeće pr. Kr. - Velik dio Aristotelovih spisa posvećen je prirodi, anorganskoj i organskoj, čime se bave rasprave o fizici i kozmologiji, te problemima organizma. Od svih je njih najznamenitija Fizika (grč. Φνσıϰά), filozofski i istodobno znanstveni spis antičke znanosti kao teorijskoga kvalitativnog opisa počela i uzroka prirode (naravi), svih osjetnina i pokretnih stvari.[1]
- 260. pr. Kr. - Arhimed je izumio: Arhimedov zakon, Arhimedov vijak, Arhimedov koloturnik, a i neke ratne sprave, no u tom pogledu teško je odvojiti istinu od legende.[2]
- 60. - Heron iz Aleksandrije konstruirao oko 200 mehaničkih naprava. Najpoznatije su: uređaj za otvaranje vrata hrama koji se koristio toplinskim širenjem zraka kada se na oltaru zapali žrtveni plamen, kotač s lopaticama koji pokreće mlaz pare što udara u lopatice (preteča današnje parne turbine) te kugla koju je vrtjela para što je iz kugle strujala kroz savijene cijevi ili Heronova kugla (preteča današnjega raketnog pogona).[3]
- 1021. - Al-Biruni daje precizne položaje niza gradova arapskog svijeta, pa i pojedinih krajeva Indije, te rješava i neke algebarske probleme trećeg stupnja.[4]
- 1340. – 1358. - Jean Buridan je osporio postavku Aristotelove fizike da na bačeno tijelo mora stalno djelovati neko drugo tijelo koje je s njim u izravnu dodiru. Umjesto toga, uveo je u teoriju novu veličinu, koju je nazvao impetus: kada se tijelo baci, ono dobije određeni zamah (impetus), koji mu omogućuje daljnje gibanje. Buridanov pojam impetusa sličan je kasnijemu pojmu količine gibanja, a Buridanovo tumačenje da impetus pri gibanju ostaje očuvan prethodi zakonu o očuvanju količine gibanja.[5]
- 1490. – 1519. - Leonardo da Vinci je matematička istraživanja i rezultate primjenjivao na radove iz fizike i mehanike (teorije o kretanju, brzini i energiji) i hidromehanike (zakon spojenih posuda, pojave u kapilarnim cijevima, širenje i interferencija valova). Prvi nakon Arhimeda teorijski se bavio problemima težišta tijela i uvjeta ravnoteže pa je razvio teoriju centara težine. Prema toj teoriji razlikuju se tri centra težine: prirodni, sporedni i centar veličine, odnosno težine homogenoga tijela. Prvi se odnosi na centar masa, na primjer nekoga građevinskog elementa, i Leonardo ga je upotrebljavao za proračun potrebne čvrstoće i dimenzije elementa, drugi je upotrebljavao za, primjerice, određivanje potrebne čvrstoće pojedinih potpornih stupova, a treći za izračun težine na primjer pojedinih kamenih blokova. Na temelju tih teorijskih postavki Leonardo je zapravo izračunavao momente sile stoljećima prije Newtonove mehanike i primjenjivao rezultate kako u građevinarstvu tako i na crtežima mnogobrojnih strojeva, koji su proračunski utemeljeni. Također je te rezultate primjenjivao na elemente strojeva kao što su na primjer zupčanici ili poluge, na izračunavanje tlakova, pa je prvi proučavao ono što se skupnim imenom naziva otpornost materijala (nauka o čvrstoći). U teoriji fluida prvi je precizno formulirao Arhimedov zakon, u hidrauličnim proračunima koristio se jednakošću tlakova, a ta je zakonitost formulirana tek nakon dva stoljeća (Pascalov zakon). Također je spoznaje iz hidrodinamike primjenjivao na probleme letenja te time na neki način prethodio teoriji mehanike fluida. Proučavao je let ptica i na temelju toga stvarao osnove stroja za letenje i padobrana. Predvidio je ronilačko zvono, podmornicu i tenk. Ispitivao je pojave u optici i akustici.[6]
- 1581. – 1642. - Galileo Galilei promatrajući njihanje svijećnjaka u pisanskoj katedrali, već kao student otkrio je izokroničnost njihala. Za boravka u Padovi uglavnom se bavio problemima mehanike: proučavao je slobodni pad, gibanje niz kosinu, horizontalni hitac, istraživao izokronizam a zatim, proučavajući toplinsko rastezanje tekućina, konstruirao prvi termoskop. U progonstvu, lišen slobode i odvojen od svijeta, pod stalnim nadzorom Inkvizicije, dovršio je svoje najveće djelo o mehanici započeto još u padovanskom razdoblju Razgovori i matematički prikazi dvaju novih znanja u mehanici (tal. Discorsi e dimonstrazioni matematiche intorno a due nuove scienze, Leiden, 1638.), kojim je udario temelje mehanici. U njem je izložio zakone slobodnoga pada, uveo pojam ubrzanja, obradio gibanje niz kosinu, horizontalni hitac i tako dalje. Tim djelom uveo je Galilei eksperimentalnu metodu istraživanja i matematičko formuliranje eksperimentom utvrđenih zakonitosti te time položio temelje modernoj fizici.[7]
- 1658. – 1695. - Christiaan Huygens je na poziv Luja XIV. boravio u Francuskoj (1666. – 1681.), gdje je objavio djelo o satu s njihalom, u kojem je iznio kako period oscilacije njihalice ovisi o njezinoj duljini. Opisao je i upotrebu spiralnih opruga za pogon satova i izložio teoreme o centrifugalnoj sili. Uz pojavu očuvanja količine gibanja zaključio i o očuvanju kinetičke energije, kao prvom koraku prema zakonu očuvanja energije.[8]
- 1676. – 1697. - Gottfried Leibniz je riješio nekoliko važnih problema iz mehanike, na primjer pronalazak krivulje koja je izokrona, a 1697. riješio je problem brahistokrone.[9]

## Klasična ili Newtonova mehanika
- 1666. – 1687. - Isaac Newton je osnivač dinamike i prvi je uveo pojam sile. Problem gibanja nebeskih tijela Newton je riješio već 1666., no teoriju gravitacije objavio je tek 1685. u djelu Traktati o gibanju (lat. Tractationes de Motu), gdje je pokazao da se gibanje Mjeseca i planeta može objasniti pretpostavkom da se tijela međusobno privlače silom koja je razmjerna produktu njihovih masa, a obrnuto razmjerna kvadratu međusobne udaljenosti (gravitacija). Oko 1685. započeo je rad na svojem epohalnom djelu Matematički principi filozofije prirode (lat. Philosophiae Naturalis Principia Mathematica, 1687.) u tri sveska. Prvi dio utemeljuje mehaniku i uključuje matematiku orbitalnoga gibanja oko izvora sile koja se smanjuje s kvadratom udaljenosti. Drugi je dio teorija fluida, unutar koje je dao niz rješenja problema gibanja fluida i gibanja kroz fluid. Iz vrijednosti gustoće zraka izračunao je brzinu zvuka u zraku. U trećem dijelu razvio je teoriju gravitacije u svemiru, koja, ako se izuzmu relativistički učinci, vrijedi i danas.[10]
- 1690. - Johann Bernoulli je razvio račun varijacija. Račun varijacija kao matematička disciplina datira od 1696., kada je Jacob Bernoulli postavio takozvani problem brahistohrone krivulje, to jest prostorne krivulje koja spaja dane dvije točke A i B, po kojoj bi se moralo gibati tijelo pod utjecajem gravitacije, bez početne brzine, da bi u najkraće vrijeme prevalilo put od A do B (cikloida). Jedan od daljnjih klasičnih problema računa varijacija određivanje je geodetskih krivulja na nekoj plohi, odnosno najkraćih spojnica dviju zadanih točaka na toj plohi (na primjer u ravnini su geodetske krivulje dijelovi pravaca, a na sferi su to lukovi glavnih kružnica).[11]
- 1733. – 1738. - Daniel Bernoulli je izveo osnovnu jednadžbu za gibanje fluida (Bernoullijeva jednadžba). Uveo kinetički model plinova, u kojem se točkaste čestice plina elastično sudaraju međusobno i sa stijenkama. Pokazao je da udarci molekula na površinu mogu objasniti pojavu tlaka te izveo Boyle-Mariotteov zakon (plinski zakoni). Godine 1738. objavio knjigu Hydrodynamica s primjenom zakona Newtonove mehanike na gibanje fluida pa se smatra osnivačem hidrodinamike.[12]
- 1736. – 1755. - Leonhard Euler uveo diferencijalne jednadžbe za gibanje krutoga tijela pod utjecajem vanjskih sila. Najvažniji su mu radovi iz mehanike: Mehanika ili znanost o gibanju izložena analitički (lat. Mechanica sive motus scientia analytice exposita, 1736.), Teorija gibanja krutih ili čvrstih tijela (lat. Theoria motus corporum solidorum seu rigidorum, 1765.). Posebice su važna istraživanja u hidrodinamici. Euler je prvi odredio diferencijalne jednadžbe za gibanje idealnih tekućina Opća načela gibanja fluida (fr. Principes généraux du mouvement des fluides, 1755.). Potaknut Segnerovim otkrićem reakcijskoga kola, Euler je razvio teoriju turbina, koja je svoje značenje sačuvala do danas.[13]
- 1742. - Colin Maclaurin izdao rad o obliku površine rotirajuće tekućine u ravnoteži.[14]
- 1743. - Jean le Rond d'Alembert iznio D’Alembertovo načelo, jedno od općih načela teorijske mehanike iz kojeg se izvode jednadžbe gibanja ili ravnoteže za materijalnu česticu ili sustav takvih čestica, napose jednadžbe gibanja mnoštva vezanih čestica. Omogućava da se dodavanjem d’Alembertove virtualne (prividne) sile zakoni dinamike svedu na zakone statike, odnosno da se rješavanje mnogih dinamičkih problema svede na rješavanje jednostavnijih jednadžbi ravnoteže u svakoj točki putanje.[15]
- 1747. - Pierre Louis Maupertuis uveo veličinu koja se varira, djelovanje, odnosno princip najmanjeg djelovanja kao začetak analitičke mehanike.[16]
- 1788. - Joseph-Louis Lagrange objavio svoj magnum opus Mécanique analytique u kojem izlaže principe analitičke mehanike. Objašnjava Lagrangeove točke ili točke libracije, to su točke stabilne  u problemu interakcije triju tijela (na primjer Sunce, planet i neka treća masa). Općenito, problem triju (i više) tijela nije moguće analitički riješiti. Postoji 5 takvih točaka, koje je odredio Lagrange. Trojanci su planetoidi ili prirodni sateliti koji dijele putanju s planetom ili nekim većim satelitom i gibaju se ispred ili iza njega pod kutom od približno 60° (Trojanci i veće tijelo nalaze se u vrhovima istostraničnoga trokuta). Njihovo je gibanje stabilno. Položaj Trojanaca odgovara Lagrangeovim točkama stabilnosti L4 i L5 u Lagrangeovu rješenju problema triju tijela.[17]
- 1789. - Antoine Lavoisier objavio zakon očuvanja energije, a to iskustveni zakon mehanike koji navodi da se ukupna energija zatvorenog sustava s vremenom ne mijenja. Iz tog zakona proizlazi teza da se energija ne može stvarati ili uništavati već samo pretvarati iz jednog stanja u drugo.
- 1835 - Gaspard Coriolis je proučavajući kinetičku energiju u rotirajućim sustavima, otkrio Coriolisovu silu ili učinak.Coriolisova sila je inercijska sila koja djeluje na sve čestice u rotirajućim sustavima kad se gibaju pod nekim kutom u odnosu na rotacijsku os; okomita je na brzinu gibanja i na rotacijsku os. Ovisi o masi m i brzini v čestica unutar sustava i kutnoj brzini sustava. Djeluje na sva gibanja u atmosferi i oceanima. Na Sjevernoj polutki djeluje nadesno s obzirom na smjer gibanja, a na Južnoj polutki nalijevo.[18]
- 1841. - Robert Mayer utvrdio načela održanja energije, koja su mu priznata tek 1862.
- 1842. - Christian Doppler je objavio raspravu O obojenoj svjetlosti dvostrukih zvijezda (njem. Über das farbige Licht der Doppelsterne), u kojoj je obradio pojavu koja nosi njegovo ime. Dopplerov učinak je promjena frekvencije valova pri relativnom gibanju njihova izvora ili promatrača.[19]
- 1847. - Hermann von Helmholtz je objavio rad o održanju sile, kojim je postavio zakon o održanju energije, pokazavši istodobno da taj zakon vrijedi i za životne procese u organizmima.[20]
- 1851. - Léon Foucault je s pomoću njihala dokazao rotaciju Zemlje (Foucaultovo njihalo).

1. ↑  Aristotel. Hrvatska enciklopedija. Leksikografski zavod Miroslav Krleža. 2015.
2. ↑  Arhimed. Hrvatska enciklopedija. Leksikografski zavod Miroslav Krleža. 2015.
3. ↑  Heron Aleksandrijski. Hrvatska enciklopedija. Leksikografski zavod Miroslav Krleža. 2015.
4. ↑  Arapi. Hrvatska enciklopedija. Leksikografski zavod Miroslav Krleža. 2015.
5. ↑  Buridan, Jean. Hrvatska enciklopedija. Leksikografski zavod Miroslav Krleža. 2015.
6. ↑  Leonardo da Vinci. Hrvatska enciklopedija. Leksikografski zavod Miroslav Krleža. 2015.
7. ↑  Galilei, Galileo. Hrvatska enciklopedija. Leksikografski zavod Miroslav Krleža. 2015.
8. ↑  Huygens, Christiaan. Hrvatska enciklopedija. Leksikografski zavod Miroslav Krleža. 2015.
9. ↑  Leibniz, Gottfried Wilhelm. Hrvatska enciklopedija. Leksikografski zavod Miroslav Krleža. 2015.
10. ↑  Newton, Isaac. Hrvatska enciklopedija. Leksikografski zavod Miroslav Krleža. 2015.
11. ↑  Bernoulli, Johann. Hrvatska enciklopedija. Leksikografski zavod Miroslav Krleža. 2015.
12. ↑  Bernoulli, Daniel. Hrvatska enciklopedija. Leksikografski zavod Miroslav Krleža. 2015.
13. ↑  Euler, Leonhard. Hrvatska enciklopedija. Leksikografski zavod Miroslav Krleža. 2015.
14. ↑  Maclaurin, Colin. Hrvatska enciklopedija. Leksikografski zavod Miroslav Krleža. 2015.
15. ↑  D’Alembertovo načelo. Hrvatska enciklopedija. Leksikografski zavod Miroslav Krleža. 2015.
16. ↑  varijacijsko načelo. Hrvatska enciklopedija. Leksikografski zavod Miroslav Krleža. 2015.
17. ↑  Lagrange, Joseph Louis de. Hrvatska enciklopedija. Leksikografski zavod Miroslav Krleža. 2015.
18. ↑  Coriolisova sila. Hrvatska enciklopedija. Leksikografski zavod Miroslav Krleža. 2015.
19. ↑  Dopplerov efekt. Hrvatska enciklopedija. Leksikografski zavod Miroslav Krleža. 2015.
20. ↑  Helmholtz, Hermann Ludwig Ferdinand von. Hrvatska enciklopedija. Leksikografski zavod Miroslav Krleža. 2015.